# Феджету (Димбовіца)
Феджету (рум. Făgetu) — село у повіті Димбовіца в Румунії. Входить до складу комуни Гура-Фоїй.
Село розташоване на відстані 70 км на північний захід від Бухареста, 21 км на південний захід від Тирговіште, 128 км на схід від Крайови, 103 км на південь від Брашова.

## Населення
За даними перепису населення 2002 року у селі проживали 410 осіб. Усі жителі села рідною мовою назвали румунську.
Національний склад населення села:
| Національність | Кількість осіб | Відсоток |
| -------------- | -------------- | -------- |
| румуни         | 404            | 98,5%    |
| цигани         | 6              | 1,5%     |